# Là-bas... mon pays
Pour plus de détails, voir Fiche technique et Distribution.
Là-bas... mon pays est un film français réalisé par Alexandre Arcady, sorti en 2000.

## Synopsis
Pierre Nivel est un journaliste qui présente le journal de 13 heures. Mais derrière ce journaliste, se cache un homme qui a dû fuir, à l'âge de 17 ans son Algérie natale car la guerre civile éclatait. Un jour il reçoit un appel d'une certaine Leila, une jeune femme dont Pierre était éperdument amoureux avant qu'il ne quitte l'Algérie. Trente ans après son départ d'Alger, Pierre avait tenté d'oublier ces événements car il était sans nouvelles de Leila. Il s'envole donc pour Alger et pour découvrir pourquoi Leila a demandé à Pierre de venir de toute urgence. Là-bas, il se retrouve face à un passé qu'il avait tenté d'oublier. Voulant aider Leila, traquée par des terroristes, il décide de ramener en France la fille de celle-ci, Amina qui a dix-huit ans. Mais Leila est victime d'un accident de voiture et Pierre veut la revoir avant de rentrer en France. Il sera abattu par un terroriste...

## Fiche technique
- Réalisation : Alexandre Arcady
- Producteur : Alexandre Arcady
- Producteur exécutif : Robert Benmussa
- Scénario et dialogues : Alexandre Arcady, Antoine Lacomblez et Benjamin Stora
- Date de sortie : 12 avril 2000
- Genre : drame
- Durée : 110 min
- Musique : Philippe Sarde
- Décors : Tony Egry
- Montage : Joële van Effenterre
- Directeur de la photographie : Robert Alazraki
- Ingénieur du son : Dominique Levert

## Distribution
- Antoine de Caunes : Pierre Nivel
- Nozha Khouadra : Leila/Amina
- Samy Naceri : Issam
- Pierre Vaneck : Blanville
- Lorànt Deutsch : Versanti
- Wadeck Stanczak : Francis
- Elsa Zylberstein : La femme de Pierre Nivel
- Matthias Van Khache : Étienne
- Mathilda May : Nelly Azera
- Dora Doll : Paula Azera
- Mostefa Stiti : Fadel
- Abder El Kebir : Le frère de Fadel
- Jean-Claude de Goros : Henri Nivel, le père de Pierre Nivel
- Francoise Armelle-Chiche : Adrienne Nivel, la mère de Pierre Nivel
- Marie Guillard : Alexandra
- Francois-Xavier Noah : Pierre Nivel, jeune
- Raphaël Lenglet : Issam, jeune
- Saïd Amadis : Nader Mansour
- Daniel Saint-Hamont : Le narrateur du film

## À noter
- Là-bas mon pays est tiré du roman "Grande Vacance" de René Bonell.
- C'est Daniel Saint-Hamont, le fidèle scénariste d'Alexandre Arcady qui commente le film.
- Ce film marque la quatrième collaboration au scénario avec Antoine Lacomblez et Alexandre Arcady. Les deux hommes avait déjà écrit les scénarios des films suivants : Pour Sacha en 1991, Dis-moi oui en 1995 et K en 1997 (coécrit avec Jorge Semprún et Serge Raffy). Les deux hommes ont écrit le scénario du film d'Alexandre Arcady, Tu peux garder un secret ? en 2008.
- Alexandre Arcady a fait ce film en tirant ces événements de sa propre expérience car il est né à Alger en 1947 et a quitté l'Algérie à 15 ans.
- C'est le deuxième film d'Alexandre Arcady qui parle des Pieds-Noirs qui ont quitté l'Algérie dans les années 1960. Alexandre Arcady avait déjà signé en 1979 Le Coup de sirocco avec Roger Hanin, Marthe Villalonga et Patrick Bruel. Ce film parlait du même thème des Pieds-Noirs.